# Милош Милисављевић
Милош Милисављевић (Бачка Топола, 7. септембар 1993) српски је кошаркаш. Игра на позицији плејмејкера, а тренутно наступа за Спартак из Суботице.

## Биографија
Први клуб за који је играо био је КК Топола из Бачке Тополе. Након тога је прешао у суботички Спартак, где је провео шест година у јуниорским и сениорским селекцијама. Захваљујући добрим партијама које је пружао, клуб га је послао на кошаркашки камп у Тиват, где су га запазили скаути Голден Стејт вориорса. Тада му се указала прилика да заигра у НБА развојној лиги. Крајем 2014. потписао је за Санта Круз вориорсе. Одиграо је 27 утакмица за њих, након чега је имао озбиљну повреду предњих укрштених лигамената. Уследили су месеци опоравка и тренирања, након чега је потписао за шпанску Манресу. У јуну 2016. вратио се у Србију, где је део сезоне 2016/17. играо за Мега Лекс. У јануару 2017. је потписао за Динамик.
Милош је имао прилику и да носи дрес универзитетске репрезентације Србије. Након добре игре коју је пружио на ревијалној утакмици против А репрезентације Србије, селектор Ђорђевић га је звао да се придружи А селекцији и да тренира са њима. За први тим Србије је дебитовао у Београдској арени, на пријатељској утакмици против Турске.

## Успеси

### Клупски
- Спартак Суботица:
  - Друга Јадранска лига (1): 2023/24.